# Унья (Куенка)
Унья (ісп. Uña) — муніципалітет в Іспанії, у складі автономної спільноти Кастилія-Ла-Манча, у провінції Куенка. Населення — 122 особи (2010).
Муніципалітет розташований на відстані близько 85 км на південний схід від Мадрида, 65 км на захід від Куенки.

## Демографія
Динаміка населення (INE ):

## Галерея зображень

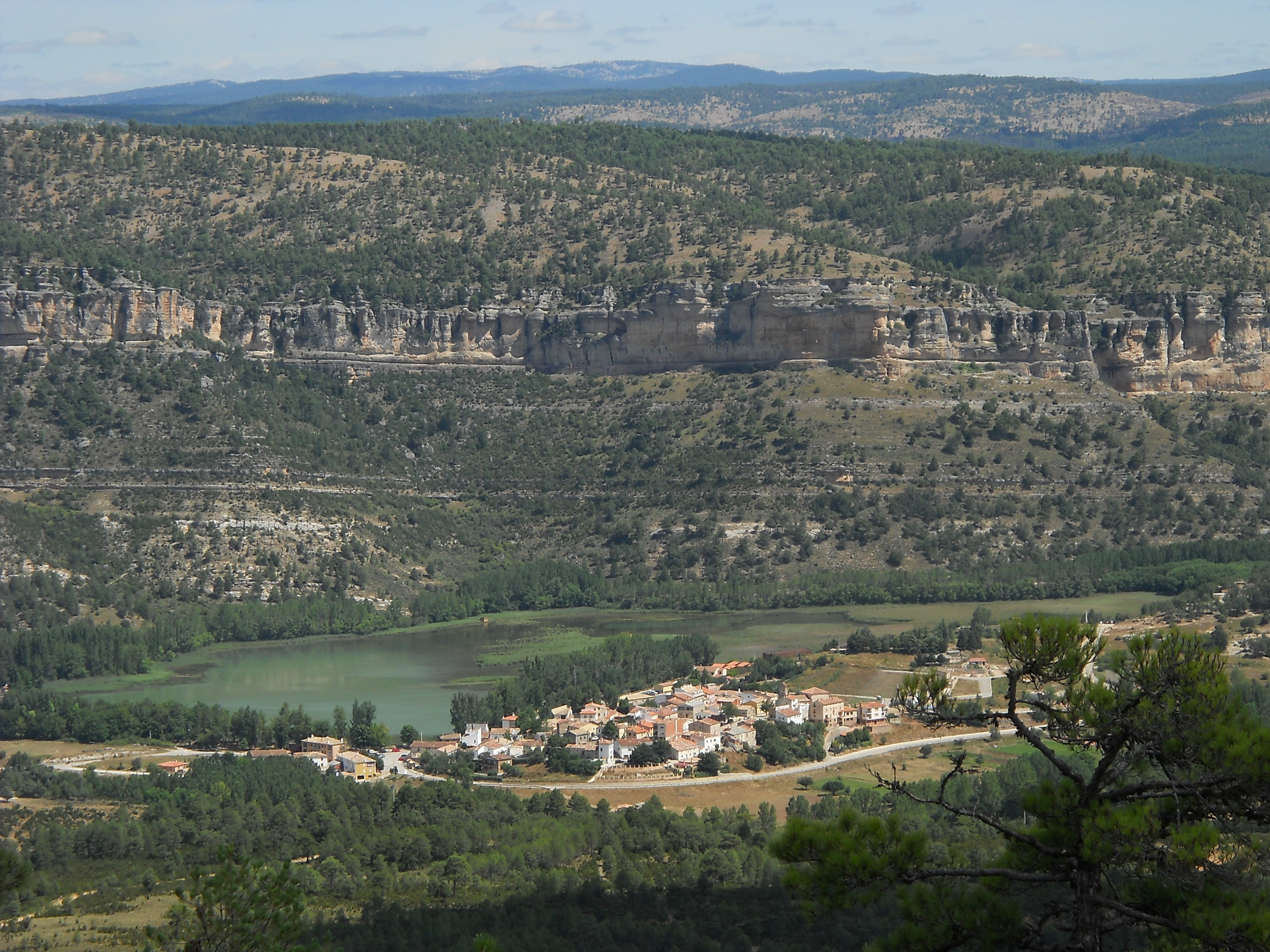
Унья